# 湄公河半鯰
湄公河半鯰，為輻鰭魚綱鯰形目鯰科的其中一種，為熱帶淡水魚，分布於亞洲湄公河流域，體長可達80公分，棲息在底層水域，以蠕蟲、植物、昆蟲等為食，生活習性不明，可做為食用魚。